# Підстепки
Підсте́пки (рос. Подстепки) — село у складі Ілецького району Оренбурзької області, Росія.

## Населення
Населення — 528 осіб (2010; 571 у 2002).
Національний склад (станом на 2002 рік):
- росіяни — 92 %